# Sonerila maculata
Sonerila maculata är en tvåhjärtbladig växtart som beskrevs av William Roxburgh. Sonerila maculata ingår i släktet Sonerila och familjen Melastomataceae. Inga underarter finns listade i Catalogue of Life.